# Bogø Sogn
Bogø Sogn er i kommunal henseende siden 2007 et sogn i Vordingborg Kommune. Sognet består af øerne Bogø og Farø. Fra 1968 til 2007 indgik det i Møn Kommune. Før Kommunalreformen i 1970 lå sognet i Mønbo Herred (Præstø Amt). Da Præstø Amt blev nedlagt i 1970, kom sognet under Storstrøms Amt og til sidst, i 2007, under Region Sjælland.
I kirkelig henseende er Bogø Sogn siden 1. august 1978 et sogn i Stege-Vordingborg Provsti (Roskilde Stift). Forud for provstiskiftet i 1978 havde Bogø Sogn i 175 år, fra 1803 til 1978, hørt til Lolland-Falsters Stift (herunder falsterske provstier med skiftende navne) og endnu før under Fyns Stift. Bogø Sogn er siden 2005 tilknyttet Fanefjord-Bogø Pastorat.
Farø indgår i Bogø Sogn, hvis folketal også omfatter indbyggerne på Farø. I 1754 blev gårdene på Farø overført fra Vordingborg Sogn til Bogø Sogn, men betalte fortsat kirketiende og præstetiende til Vordingborg. Ved kongeligt reskript af 25. januar 1805 bestemtes det, at Farøs præstetiende herefter skulle betales til Bogø Sognekald. Derimod vedblev beboerne på Farø at betale kirketiende til Vordingborg kirke, formentlig helt frem til tiendeafløsningen i begyndelsen af 1900-tallet.
I Bogø Sogn ligger Bogø Kirke.
Inddelingen af landet i sogne anvendes ikke blot i en kirkemæssig, administrativ sammenhæng, men er også efter kommunesammenlægningerne fortsat i brug som en praktisk underopdeling af kommunerne, bl.a. til statistiske formål.
I Bogø Sogn findes i Stednavneudvalgets liste fra 2013 følgende autoriserede stednavne:
| Barholm           | - |  | Næs               |
| Bogø              | - |  | Ø                 |
| Bogø By           | - |  | By                |
| Farø              | - |  | Halvø             |
| Farø              | - |  | Spredt bebyggelse |
| Farø Højbro       | - |  | Vejbro            |
| Farø Lavbro       | - |  | Vejbro            |
| Farøbroen         | - |  | Vejbro            |
| Gammelby          | - |  | Bydel             |
| Kragetinget       | - |  | Næs               |
| Nyby              | - |  | Bydel             |
| Skåningebro       | - |  | Spredt bebyggelse |
| Smålandsfarvandet | - |  | Hav               |
| Stenkilde         | - |  | By                |
| Vesterskov        | - |  | Spredt bebyggelse |

De navne, som indgår i fortegnelsen over autoriserede stednavne, repræsenterer kun en mindre del af de danske stednavne. Nemlig dem der - som det hedder i den seneste bekendtgørelse fra 1978 - er "navne på lokaliteter, for hvilke der er et praktisk (kartografisk, postalt, lokalt m.v.) behov for en retskrivningsform".
Dette betyder først og fremmest, at navne på alle almindelige gårde og huse helt og holdent ligger under den enkelte ejers kompetence. For gårdes vedkommende skal man op i herregårdsafdelingen, før navnet anses for at have praktisk betydning og dermed behov for en autoriseret form.
Uden for Stednavneudvalgets område ligger desuden alt hvad der vedrører vej- og gadenavne. Disse navne hører ifølge lovgivningen om offentlige veje under de enkelte kommuner.